# Revigny
Revigny ist eine Gemeinde im französischen Département Jura in der Region Bourgogne-Franche-Comté. Sie gehört zum Arrondissement Lons-le-Saunier und zum Kanton Poligny.
Die Nachbargemeinden sind Conliège im Norden, Publy und Nogna im Osten, Poids-de-Fiole im Südosten, Saint-Maur im Südwesten, Vernantois im Westen und Montaigu im Nordwesten.
Revigny wurde früher durch die Chemins de fer vicinaux du Jura, ein Netz meterspuriger Eisenbahnen, bedient.

## Bevölkerungsentwicklung
| Jahr                       | 1962 | 1968 | 1975 | 1982 | 1990 | 1999 | 2006 | 2017 |
| -------------------------- | ---- | ---- | ---- | ---- | ---- | ---- | ---- | ---- |
| Einwohner                  | 267  | 253  | 266  | 282  | 253  | 254  | 265  | 248  |
| Quellen: Cassini und INSEE |      |      |      |      |      |      |      |      |

## Wirtschaft
Die Rebflächen in Revigny sind Teil des Weinbaugebietes Côtes du Jura.

## Weblinks

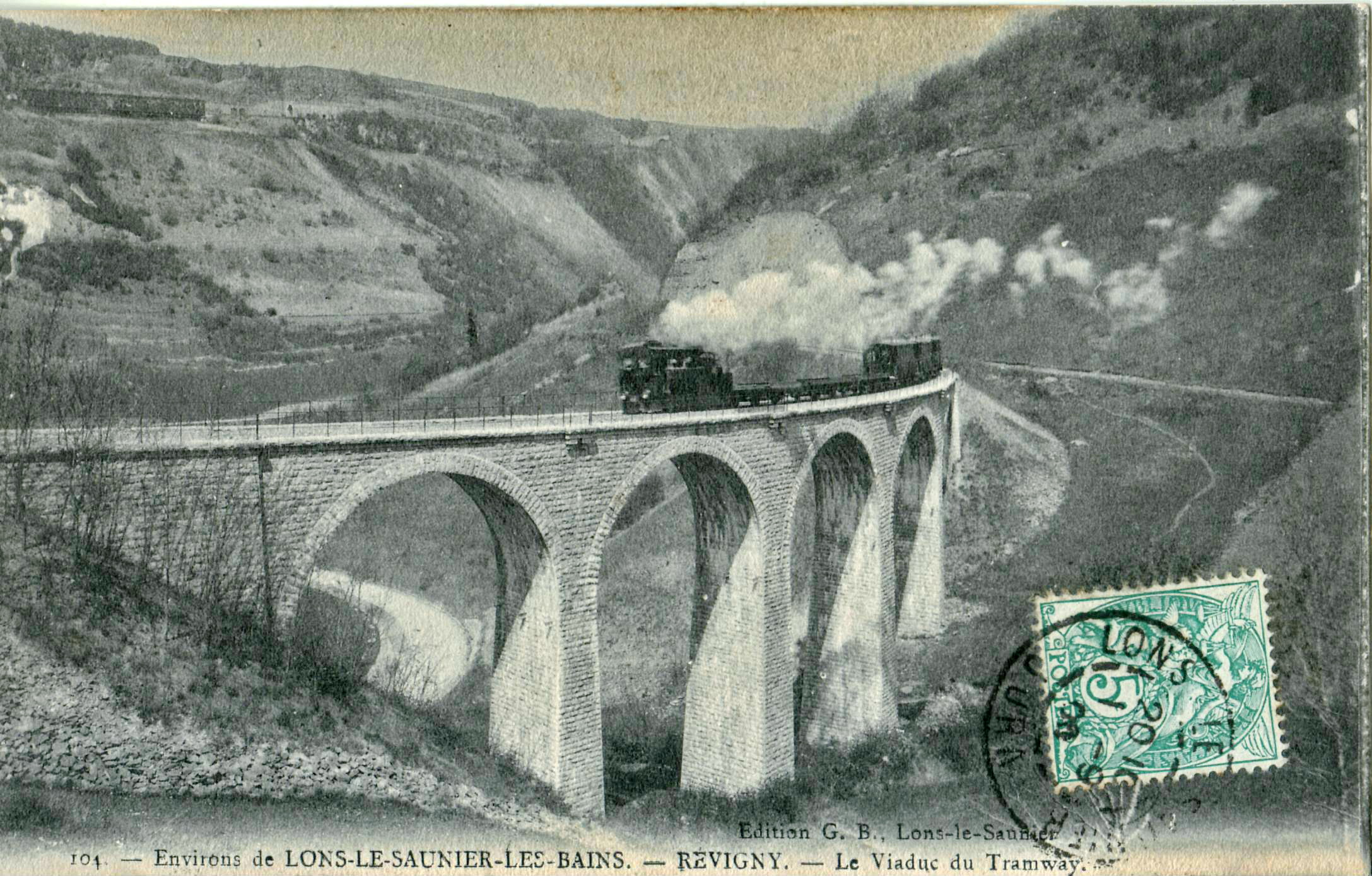
Alte Postkarte mit der früheren Eisenbahnbrücke